# Brigitte van den Berg
Brigitte Germaine Petronella van den Berg (Heemskerk, 22 maart 1989) is een Nederlands politica namens D66. Sinds 16 juli 2024 is zij Europarlementariër. Eerder was ze actief in de gemeentepolitiek van Beverwijk, waar ze raadslid en wethouder was.

## Biografie
Van den Berg werd politiek actief na het maken van een klucht over de gemeenteraad, voor een festival dat ze mede organiseerde. Ze richtte samen met anderen de Beverwijkse afdeling van D66 op, en werd in 2010 als lijsttrekker verkozen tot raadslid, waar ze fractievoorzitter werd.
Van den Berg bleef raadslid tot 15 mei 2018, toen ze wethouder van de gemeente werd, op het gebied van infrastructuur, arbeidsmarkt, onderwijs, cultuur en grondbeleid. Bij de ingang van een nieuw college op 17 juni 2022 wijzigde haar portefeuille, en werd ze verantwoordelijk voor economie, energietransitie, milieu, arbeidsmarkt, beroepsonderwijs en lokale media. In deze periode was ook Tata Steel hier onderdeel van.
Bij de Europese verkiezingen van 6 juni 2024 werd Van den Berg verkozen tot lid van het Europees Parlement. In verband hiermee nam zij op 21 juni dat jaar ontslag als wethouder. De nieuwe zittingsperiode van het Europees Parlement in ging in op 16 juli dat jaar. Zij is er vicecoördinator van de commissie Werkgelegenheid en Sociale Zaken.